# Constante zeta

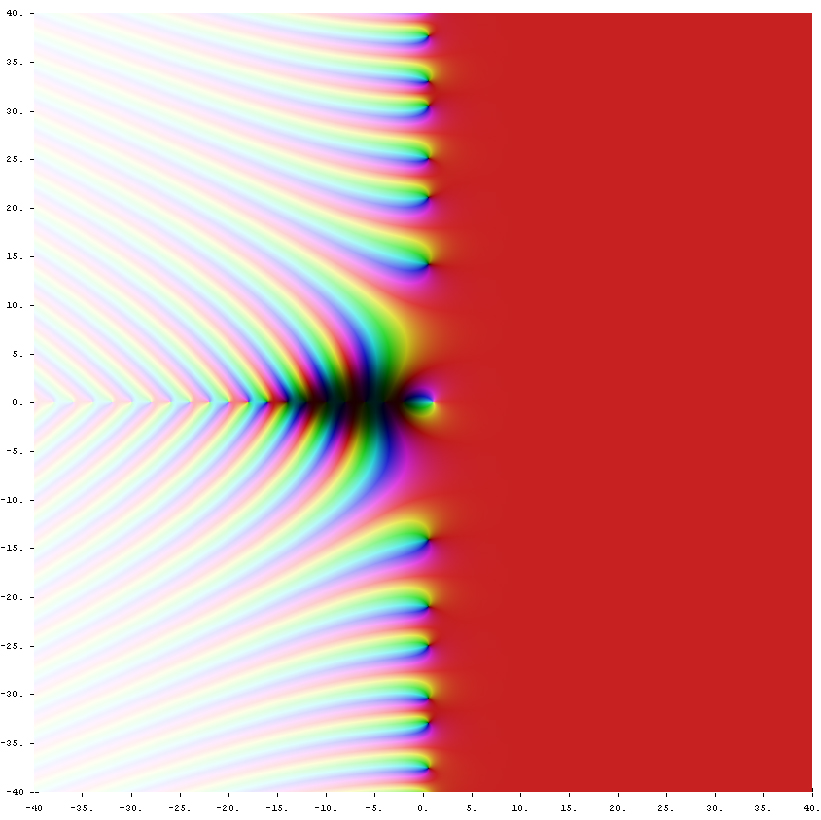
Visualización de la función zeta de Riemann en el plano de los números complejos (eje horizontal representa los números reales = Re(z); eje vertical representa los números imaginarios = Im(z))

En matemática, una constante zeta es el resultado de la función zeta de Riemann cuando esta se aplica sobre un número entero

## La función zeta de Riemann en 0 y en 1
En cero, se tiene:
{\displaystyle \zeta (0)=B_{1}=-{\frac {1}{2}}.}
La función zeta tiene un único polo en 1:
{\displaystyle \zeta (1)=\infty .}
Siendo el valor de su residuo en este punto la unidad:
{\displaystyle Res(\zeta (s),1)=1}
Además, en el infinito, su valor es la unidad:
{\displaystyle \lim _{s\rightarrow \infty }\zeta (s)=1}

## Enteros positivos

### Enteros positivos pares
Para los números pares, el valor de la función zeta está relacionado con los números de Bernoulli, esta relación fue dada por Euler:
{\displaystyle \zeta (2n)=(-1)^{n+1}{\frac {B_{2n}(2\pi )^{2n}}{2(2n)!}}}
para {\displaystyle n\geq 1}. Los primeros valores son:
{\displaystyle \zeta (2)=1+{\frac {1}{2^{2}}}+{\frac {1}{3^{2}}}+\cdots ={\frac {\pi ^{2}}{6}}=1.6449\dots }; la demostración de esta igualdad es la solución del Problema de Basilea.
{\displaystyle \zeta (4)=1+{\frac {1}{2^{4}}}+{\frac {1}{3^{4}}}+\cdots ={\frac {\pi ^{4}}{90}}=1.0823\dots }; Ley de Stefan-Boltzmann y aproximación de Wien usadas en física.
{\displaystyle \zeta (6)=1+{\frac {1}{2^{6}}}+{\frac {1}{3^{6}}}+\cdots ={\frac {\pi ^{6}}{945}}=1.0173...\dots }
{\displaystyle \zeta (8)=1+{\frac {1}{2^{8}}}+{\frac {1}{3^{8}}}+\cdots ={\frac {\pi ^{8}}{9450}}=1.00407...\dots }
{\displaystyle \zeta (10)=1+{\frac {1}{2^{10}}}+{\frac {1}{3^{10}}}+\cdots ={\frac {\pi ^{10}}{93555}}=1.000994...\dots }
{\displaystyle \zeta (12)=1+{\frac {1}{2^{12}}}+{\frac {1}{3^{12}}}+\cdots ={\frac {691\pi ^{12}}{638512875}}=1.000246\dots }
{\displaystyle \zeta (14)=1+{\frac {1}{2^{14}}}+{\frac {1}{3^{14}}}+\cdots ={\frac {2\pi ^{14}}{18243225}}=1.0000612\dots }
La relación entre las constantes zeta en los enteros positivos pares y los números de Bernoulli se puede escribir como:
{\displaystyle 0=A_{n}\zeta (n)-B_{n}\pi ^{n}\,}
Donde {\displaystyle A_{n}} y {\displaystyle B_{n}} son enteros para todo 'n' par. Algunos de los valores de los coeficientes aquí definidos son:
| 2n | A                             | B             |
| -- | ----------------------------- | ------------- |
| 2  | 6                             | 1             |
| 4  | 90                            | 1             |
| 6  | 945                           | 1             |
| 8  | 9450                          | 1             |
| 10 | 93555                         | 1             |
| 12 | 638512875                     | 691           |
| 14 | 18243225                      | 2             |
| 16 | 325641566250                  | 3617          |
| 18 | 38979295480125                | 43867         |
| 20 | 1531329465290625              | 174611        |
| 22 | 13447856940643125             | 155366        |
| 24 | 201919571963756521875         | 236364091     |
| 26 | 11094481976030578125          | 1315862       |
| 28 | 564653660170076273671875      | 6785560294    |
| 30 | 5660878804669082674070015625  | 6892673020804 |
| 32 | 62490220571022341207266406250 | 7709321041217 |
| 34 | 12130454581433748587292890625 | 151628697551  |

Sea {\displaystyle \eta _{n}} el coeficiente {\displaystyle B_{n}/A_{n}} definido arriba.
{\displaystyle \zeta (2n)=\sum _{\ell =1}^{\infty }{\frac {1}{\ell ^{2n}}}=\eta _{n}\pi ^{2n},}
se obtiene de forma recursiva,
{\displaystyle \eta _{1}={\frac {1}{6}};}
{\displaystyle \eta _{n}=\sum _{\ell =1}^{n-1}(-1)^{\ell -1}{\frac {\eta _{n-\ell }}{(2\ell +1)!}}+(-1)^{n+1}{\frac {n}{(2n+1)!}}.}
Esta relación de recurrencia puede obtenerse de la relación de recurrencia de los números de Bernoulli.
La serie de constantes zeta para números pares positivos puede obtenerse del desarrollo en serie de Laurent de la función cotangente desarrollada en torno a 0.
{\displaystyle {\frac {\pi }{2}}\cot(\pi x)={\frac {1}{2}}x^{-1}-{\frac {\pi ^{2}}{6}}x-{\frac {\pi ^{4}}{90}}x^{3}-{\frac {\pi ^{6}}{945}}x^{5}+...}

### Enteros positivos impares
A los primeros números impares positivos les corresponden las siguientes constantes zeta:
{\displaystyle \zeta (1)=1+{\frac {1}{2}}+{\frac {1}{3}}+\cdots =\infty }; esta es la serie armónica.
{\displaystyle \zeta (3)=1+{\frac {1}{2^{3}}}+{\frac {1}{3^{3}}}+\cdots =1.20205\dots }; a esta constante zeta se la conoce como constante de Apéry
{\displaystyle \zeta (5)=1+{\frac {1}{2^{5}}}+{\frac {1}{3^{5}}}+\cdots =1.03692\dots }
{\displaystyle \zeta (7)=1+{\frac {1}{2^{7}}}+{\frac {1}{3^{7}}}+\cdots =1.00834\dots }
{\displaystyle \zeta (9)=1+{\frac {1}{2^{9}}}+{\frac {1}{3^{9}}}+\cdots =1.002008\dots }
Se sabe que ζ(3) es irracional (teorema de Apéry) y que la serie ζ(2n+1) (n ∈ N) contiene infinitos valores irracionales. Existen también resultados sobre la irracionalidad de ciertos conjuntos de constantes zeta asociadas a impares positivos. Por ejemplo: Al menos uno de ζ(5), ζ(7), ζ(9), o ζ(11) es irracional.
La mayoría de las identidades mostradas más abajo fueron dadas por Simon Plouffe. Es de destacar su rápida convergencia de al menos tres dígitos por iteración, siendo usadas por ello para cálculos de gran precisión.

#### ζ(5)
Plouffe da las igualdades
{\displaystyle \zeta (5)={\frac {1}{294}}\pi ^{5}-{\frac {72}{35}}\sum _{n=1}^{\infty }{\frac {1}{n^{5}(e^{2\pi n}-1)}}-{\frac {2}{35}}\sum _{n=1}^{\infty }{\frac {1}{n^{5}(e^{2\pi n}+1)}}}
y
{\displaystyle \zeta (5)=12\sum _{n=1}^{\infty }{\frac {1}{n^{5}\sinh(\pi n)}}-{\frac {39}{20}}\sum _{n=1}^{\infty }{\frac {1}{n^{5}(e^{2\pi n}-1)}}-{\frac {1}{20}}\sum _{n=1}^{\infty }{\frac {1}{n^{5}(e^{2\pi n}+1)}}}

#### ζ(7)
{\displaystyle \zeta (7)={\frac {19}{56700}}\pi ^{7}-2\sum _{n=1}^{\infty }{\frac {1}{n^{7}(e^{2\pi n}-1)}}}
Nótese que la suma es de la forma de las series de Lambert.

#### ζ(2n+1)
Definiendo las cantidades:
{\displaystyle S_{\pm }(s)=\sum _{n=1}^{\infty }{\frac {1}{n^{s}(e^{2\pi n}\pm 1)}}}
una serie de relaciones pueden ser dadas de la forma:
{\displaystyle 0=A_{n}\zeta (n)-B_{n}\pi ^{n}+C_{n}S_{-}(n)+D_{n}S_{+}(n)\,}
donde {\displaystyle A_{n},B_{n},C_{n}} y {\displaystyle D_{n}} son enteros positivos. Plouffe da una tabla de valores:
| n  | A                      | B           | C                      | D                |
| -- | ---------------------- | ----------- | ---------------------- | ---------------- |
| 3  | 180                    | 7           | 360                    | 0                |
| 5  | 1470                   | 5           | 3024                   | 84               |
| 7  | 56700                  | 19          | 113400                 | 0                |
| 9  | 18523890               | 625         | 37122624               | 74844            |
| 11 | 425675250              | 1453        | 851350500              | 0                |
| 13 | 257432175              | 89          | 514926720              | 62370            |
| 15 | 390769879500           | 13687       | 781539759000           | 0                |
| 17 | 1904417007743250       | 6758333     | 3808863131673600       | 29116187100      |
| 19 | 21438612514068750      | 7708537     | 42877225028137500      | 0                |
| 21 | 1881063815762259253125 | 68529640373 | 3762129424572110592000 | 1793047592085750 |

Estas constantes enteras pueden ser expresadas como sumas sobre números de Bernoulli (Vepstas, 2006).

## Enteros negativos
En general, para los enteros negativos, se tiene:
{\displaystyle \zeta (-n)=-{\frac {B_{n+1}}{n+1}}}
para {\displaystyle n\geq 1}. 
Los "ceros triviales" de la función zeta se dan todos sobre los enteros negativos pares:
{\displaystyle \zeta (-2n)=0.\,}
Los primeras pocas constantes zeta asociadas a los menores enteros negativos impares son:
{\displaystyle \zeta (-1)=-{\frac {1}{12}}}
{\displaystyle \zeta (-3)={\frac {1}{120}}}
{\displaystyle \zeta (-5)=-{\frac {1}{252}}}
{\displaystyle \zeta (-7)={\frac {1}{240}}.}
Sin embargo, como ocurre con los números de Bernoulli, al aumentar n, aumenta el módulo de estas constantes zeta.

## Derivadas
Las derivadas de la función zeta de Riemann para los enteros negativos pares vienen dadas por:
{\displaystyle \zeta ^{\prime }(-2n)=(-1)^{n}{\frac {(2n)!}{2(2\pi )^{2n}}}\zeta (2n+1).}
Los primeros valores son:
{\displaystyle \zeta ^{\prime }(-2)=-{\frac {\zeta (3)}{4\pi ^{2}}}}
{\displaystyle \zeta ^{\prime }(-4)={\frac {3}{4\pi ^{4}}}\zeta (5)}
{\displaystyle \zeta ^{\prime }(-6)=-{\frac {45}{8\pi ^{6}}}\zeta (7)}
{\displaystyle \zeta ^{\prime }(-8)={\frac {315}{4\pi ^{8}}}\zeta (9).}
También se tiene
{\displaystyle \zeta ^{\prime }(0)=-{\frac {1}{2}}\log(2\pi )\approx -0.918938533\ldots }
y
{\displaystyle \zeta ^{\prime }(-1)={\frac {1}{12}}-\log A\approx -0.165421137\ldots }
donde {\displaystyle A} es la constante de Glaisher-Kinkelin.

## Suma de constantes zeta
{\displaystyle \sum _{k=2}^{\infty }(\zeta (k)-1)=1}